# セッラ・ジュディカリエ
セッラ・ジュディカリエ（イタリア語: Sella Giudicarie）は、イタリア共和国トレンティーノ＝アルト・アディジェ州トレント自治県にある、人口約2,900人の基礎自治体（コムーネ）。
2016年1月1日にボンド、ブレグッツォ、ラルダーロとロンコーネが合併して発足した。

## 地理

### 位置・広がり

#### 隣接コムーネ
隣接するコムーネは以下の通り。
- ボルゴ・ラーレス (ボルベーノ、ズクロ)
- ピエーヴェ・ディ・ボーノ＝プレッツォ (ピエーヴェ・ディ・ボーノ)
- ポルテ・ディ・レンデーナ (ヴィッラ・レンデーナ)
- ティオーネ・ディ・トレント
- ヴァルダオーネ (プラーゾ、ダオーネ)

## 行政

### 分離集落
セッラ・ジュディカリエには、以下の分離集落（フラツィオーネ）がある。
- Bondo, Breguzzo, Lardaro, Roncone (sede comunale)